# Jaroslaw Wladimirowitsch Rybakow
Jaroslaw Wladimirowitsch Rybakow (russisch Ярослав Владимирович Рыбаков, englische Transkription Yaroslav Rybakov; * 22. November 1980 in Mahiljou, Weißrussische SSR) ist ein ehemaliger russischer Hochspringer, der Welt- und Europameister wurde.

## Leben
Seinen ersten großen Auftritt hatte er im Jahr 2001, als er sich bei den Weltmeisterschaften in Edmonton nur dem Deutschen Martin Buß geschlagen geben musste und die Silbermedaille gewann. Im darauffolgenden Jahr bei den Europameisterschaften 2002 in München gelang ihm die Revanche gegen Buss: Rybakow holte sich mit übersprungenen 2,31 m die Goldmedaille, während der Deutsche mit bescheidenen 2,25 m nur Siebter wurde.
Sein großer Widersacher sollte jedoch der Schwede Stefan Holm werden, der in München Dritter geworden war und zu Beginn der folgenden Saison bei den Hallenweltmeisterschaften 2003 in Birmingham Rybakow, der dort Silber gewann, zum ersten Mal schlug. Nur noch selten konnte Rybakow Holm besiegen, so beim IAAF World Athletics Final 2003 in Monte Carlo, wo er jedoch nur aufgrund der geringeren Anzahl an Fehlversuchen gewann.
Bei den Hallenweltmeisterschaften 2004 in Lissabon kam dann Rybakow wieder auf den Silberrang hinter Holm, und bei den Olympischen Spielen 2004 in Athen landete Rybakow mit 2,32 m auf dem sechsten Platz.
Bei den Halleneuropameisterschaften 2005 in Madrid reichten ihm selbst hervorragende 2,38 m nicht zum Sieg – der Schwede sprang zwei Zentimeter höher. Bei den Weltmeisterschaften in Helsinki gewann er dann Bronze hinter Jurij Krymarenko (UKR) und dem höhengleichen Kubaner Víctor Moya.
2006 holte Rybakow den Titel bei den Hallenweltmeisterschaften in Moskau. Bei den Europameisterschaften in Göteborg wurde er Fünfter.
Bei den Weltmeisterschaften 2007 in Osaka lagen drei Athleten mit 2,35 m gleichauf. Mit den wenigsten Fehlversuchen siegte Donald Thomas (BAH) vor Rybakow, der mit seiner persönlichen Bestleistung Silber gewann, und Kyriakos Ioannou (CYP). Ebenfalls Silber gab es für Rybakow bei den Hallenweltmeisterschaften 2008 in Valencia. 2009 wurde er in Berlin Weltmeister mit übersprungenen 2,32 m vor drei höhengleichen Springern. Den Start bei den Weltmeisterschaften 2011 in Daegu musste er wegen einer Fußverletzung absagen.
Jaroslaw Rybakow hatte bei einer Größe von 1,96 m ein Wettkampfgewicht von 84 kg.

## Erfolge
- 2001
  - Weltmeisterschaften 2001 in Edmonton: Silber mit 2,33 m hinter dem Deutschen Martin Buß mit 2,36 m und gleichauf mit seinem Landsmann Wjatscheslaw Woronin mit 2,33 m
  - Europa-Cup 2001 in Bremen: Gold mit 2,28 m vor Grzegorz Sposób (Polen) mit 2,23 m und Martin Buss (Deutschland) mit 2,19 m
- 2002
  - Europameisterschaften 2002 in München: Gold mit 2,31 m vor den beiden Schweden Stefan Holm mit 2,29 m und Staffan Strand mit 2,27 m
  - Halleneuropameisterschaften 2002 in Wien: Bronze mit 2,30 m hinter den beiden Schweden Staffan Strand mit 2,34 m und Stefan Holm mit 2,30 m
  - Europa-Cup 2002 in Annecy: Silber 2,28 m hinter Gregory Gabella (Frankreich) mit 2,30 m und vor Grzegorz Sposób  (Polen) mit 2,25 m
  - IAAF Grand Prix Final 2002 in Paris: Silber mit 2,28 m hinter Stefan Holm (Schweden) mit 2,31 m und vor Abderrahmane Hammad (Algerien) mit 2,28 m
- 2003
  - Hallenweltmeisterschaften 2003 in Birmingham: Silber mit 2,33 m hinter dem Schweden Stefan Holm mit 2,35 m und vor dem Bulgaren Henads Maros mit 2,30 m
  - Europa-Cup 2003 in Florenz: Gold mit 2,34 m vor dem Italiener Alessandro Talotti mit 2,30 m und dem Polen Grzegorz Sposób mit 2,27 m
  - IAAF World Cup 2002 in Madrid: Gold mit 2,31 m vor Mark Boswell (Kanada) mit 2,29 m und Ben Challenger (Großbritannien) mit 2,20 m
  - IAAF World Athletics Final 2003 in Monte Carlo: Gold vor Stefan Holm und Jamie Nieto (USA), alle 2,30 m
- 2004
  - Hallenweltmeisterschaften 2004 in Budapest: Silber mit 2,32 m hinter dem Schweden Stefan Holm mit 2,35 m und vor drei weiteren Springern: dem Tschechen Jaroslav Bába, dem Jamaikaner Germaine Mason und dem Rumänen Ștefan Vasilache, alle 2,25 m
  - XVIII. Olympische Spiele 2004 in Athen: Sechster mit 2,32 m (Siegeshöhe des Schweden Stefan Holm: 2,36 m)
  - IAAF World Athletics Final 2004 in Monte Carlo: Silber mit 2,30 m hinter Stefan Holm mit 2,33 m und vor Mark Boswell (Kanada), ebenfalls mit 2,30 m
- 2005
  - Halleneuropameisterschaften 2005 in Madrid: Silber mit 2,38 m hinter dem Schweden Stefan Holm mit 2,40 m und vor seinem Landsmann Pawel Formenko mit 2,32 m
  - Weltmeisterschaften 2005 in Helsinki: Silber mit 2,29 m hinter dem Ukrainer Jurij Krymarenko mit 2,32 m gemeinsam mit dem Kubaner Víctor Moya mit 2,29 m
  - IAAF World Athletics Final 2005 in Monte Carlo: Bronze zusammen mit Stefan Holm hinter Víctor Moya (Kuba) mit 2,31 m und Wjatscheslaw Woronin, alle 2,32 m
- 2006
  - Hallenweltmeisterschaften 2006 in Moskau: Gold mit 2,37 m vor seinem Landsmann Andrei Tereschin mit 2,35 m und dem Schweden Linus Thörnblad mit 2,33 m
- 2007
  - Weltmeisterschaften 2007 in Osaka: Silber hinter Donald Thomas (Bahamas) und vor Kyriakos Ioannou (Zypern), alle über 2,35 m
- 2009
  - Weltmeisterschaften 2009 in Berlin: Gold mit 2,32 m vor Kyriakos Ioannou (Zypern) und Sylwester Bednarek und Raúl Spank (beide Bronze), alle über 2,32 m